# Paolo Viganò
Paolo Viganò (Seregno, 11 febbraio 1950 – Seregno, 23 maggio 2014) è stato un calciatore italiano, di ruolo difensore.

## Biografia
Era soprannominato il Netzer di Seregno per la somiglianza fisica col centrocampista Günter Netzer, campione d'Europa nel 1972 e del mondo nel 1974 con la Germania Ovest. Ha sposato la figlia del presidente del Monza, Giovanni Cappelletti.

## Caratteristiche tecniche
Giocava come terzino sinistro, noto per le sue doti acrobatiche.

## Carriera
Ha giocato in Serie A con le maglie di Juventus, Roma e Palermo, collezionando complessivamente 28 presenze in massima categoria.
Con la Juventus esordì il 12 novembre 1969 nella partita Hertha Berlino-Juventus (3-1) valida per la Coppa delle Fiere 1969-1970; disputò anche la trasferta di Coppa Italia 1969-1970 contro il Bologna (0-0) e quindi due partite di campionato contro Roma (1-1) e Bari (sconfitta per 2-1).
Passa quindi alla Roma insieme a Luis Del Sol, Roberto Vieri e Gianfranco Zigoni nel maxi-scambio che porta a Torino Fausto Landini, Luciano Spinosi e Fabio Capello. Con i giallorossi disputa una sola partita, in campionato, contro il Torino.
Ha inoltre disputato sei campionati di Serie B con Monza, Palermo e Brescia, totalizzando 155 presenze e 3 reti in cadetteria, tutte con la maglia bresciana: realizzò la prima rete il 24 ottobre 1976 nel derby lombardo Brescia-Atalanta (1-2).
Con il Palermo raggiunse la finale della Coppa Italia 1973-1974, poi vinta dal Bologna 5-4 ai tiri di rigore; non poté comunque giocare la gara decisiva a causa di una squalifica.